# Kirkistown Circuit
Das Kirkistown Circuit ist eine permanente Motorsport-Rennstrecke im County Down, Nordirland. Er liegt etwa 1 km nordöstlich des Dorfes Kirkistown und etwa 2 km südwestlich der Küstenstadt Portavogie, der auf der Ards Peninsula gelegenen östlichsten Stadt auf der Irischen Insel.

## Geschichte
Wie viele andere Rennstrecken im Vereinigten Königreich befindet sich der Kirkistown Circuit auf dem Gelände eines stillgelegten RAF-Flugplatzes mit drei Landebahnen, der 1941 eröffnet wurde. Zum Ende des Zweiten Weltkriegs übergab die RAF den Flughafen an die Navy, die ihn in HMS Corncrake II umbenannte. Im Jahr 1953 schloss der Five Hundred Motor Racing Club of Ireland, der Formel-3-Rennen und Rennen der damals populären 500cc-Rennwagen austrug, einen Nutzungsvertrag über einen Teil des Flughafens ab, der so am 13. Juni 1953 zum Austragungsort eines ersten Rennen wurde.
Von 1953 bis 1977 wurden die Rennen auf dem ersten, 2,414 km langen und 7 Kurven umfassenden Layout veranstaltet. Der Kurs besaß zu dieser Zeit keine nennenswerte Infrastruktur – die Büros der Rennleitung und der Zeitnahme waren in einem ausgedienten Doppeldeckerbus untergebracht. 1970 kaufte der Club die Strecke von der Navy. 1978 wurde die Rennstrecke auf eine Länge von 2,387 km umgebaut. So wurde die Kurve Colonial One zur Schaffung eines größeren Auslaufs vorverlegt, die Fisherman´s Kurve abgerundet und auf der Gegengerade der Einbau einer Schikane vorgenommen die nach dem Rennwagen-Konstrukteur Crossle benannt wurde. 1987 wurde diese Crossle-Chicane noch einmal modifiziert, wobei das heute genutzte 2,43 km lange Layout entstand.
2000 wurde eine Pitlane angelegt auf der zum ersten Mal die Wagen zu Boxenstopps oder ins Paddock abbiegen konnten. 2004 erfolgte eine Erweiterung der Infrastruktur bei der zum ersten Mal Gebäude der Rennleitung sowie ein Boxengebäude und feste sanitäre Anlagen angelegt wurden.
2020 wurden die Leitplanken an der Start-Ziellinie zugunsten einer festen Boxenmauer nach FIA-Standard demontiert.

## Die Strecke
Die Strecke ist die einzige MSA (Motor Sports Association)-Lizenzierte in Nordirland und wird dementsprechend für verschiedene Rennen genutzt. Eine verkürzte Westvariante kann zusammen mit mehreren für Kartrennen konstruierten Schleifen für Kart-. und Supermoto-Events benutzt werden.

## Veranstaltungen
Anfänglich wurde Rennen für alle Arten von Rennwagen veranstaltet, so Formula Junior bzw. Formel 3, Tourenwagen, Sportwagen, GT-Fahrzeuge, Formula Vee, Formula Ford 2000, Opel Lotus, sowie Formula Ford 1600. Für Letztere wird seit 1968 eine Meisterschaft auf dem Kurs ausgefahren.
Zwischen 1964 und 1973 war die Strecke ein Hauptbestandteil der Irish Formula Libre Serie. sowie der Nachfolgeserie der Irischen Formula Atlantic von 1974 bis 1983.
Der Kurs wird heute noch als Clubrennstrecke für Formelwagen, Tourenwagen und Sprintrennen genutzt. Die Formel-Ford-1600-Meisterschaft trägt dort am Ende der Saison die „Martin Donnelly Trophy“ aus, die eine ähnliche Bedeutung wie das Formula Ford Festival in Brands Hatch und die „Walter Hayes Trophy“ in Silverstone erlangt hat. Daneben finden jährlich 3 Motorradveranstaltungen statt, die durch den Belfast & District Motor Club veranstaltet werden.
Daneben bieten eine Reihe von Veranstaltern Trackdays für Motorräder und Autos an.